# Ву Харам
Ву Харам (кореј. 우하람; Бусан, 21. март 1998) елитни је јужнокорејски скакач у воду.
На међународној сцени је дебитовао на СП 2013. у Барселони где се такмичио у скоковима са даске са висине од 1 метра, али без неког запаженијег успеха. Годину дана касније на Азијским играма у Инчону осваја и прве међународне медаље, једно сребро и три бронзе, што му је донело и признање за најбољег јужнокорејског спортисту у категорији водених спортова у избору Корејског пливачког савеза.  
На Олимпијским играма је дебитовао у Рију 2016, а најбољи резултат је остварио у скоковима са торња где је завршио на укупно 11. месту са 414,55 бодова, поставши тако првим јужнокорејским скакачем у воду који се пласирао у финале олимпијских игара у било којој дисциплини. 
Најбоље резултате на светским првенствима постигао је у Квангџуу 2019. где је освојио два четврта (даска 1 и 3 метра) и једно шесто место (торањ 10 метара).